# ディエゴ・ペロッティ
ディエゴ・ペロッティ（Diego Perotti、1988年7月26日 - ）は、アルゼンチン・ブエノスアイレス州出身のサッカー選手。元アルゼンチン代表。ポジションはFW。
父はボカ・ジュニアーズで活躍した元アルゼンチン代表のウーゴ・ペロッティ。

## 経歴

### クラブ
幼少時にボカ・ジュニアーズの下部組織に入団したが、12歳の時にCDモロンの下部組織に移った。2007年のFIFA U-20ワールドカップ予選にはたびたび招集されたが、セルヒオ・アグエロ、マウロ・サラテ、パブロ・ピアッティなどの陰に隠れ、本大会出場はならなかった。しかし、セリエAのアタランタBCとリーガ・エスパニョーラのセビージャFCからオファーが届き、2007年7月12日に移籍金30万ユーロでセビージャFCに移籍した。
2007-08シーズンはセグンダ・ディビシオン（2部）に属するセビージャ・アトレティコで32試合に出場した。2008-09シーズンもセビージャ・アトレティコでプレーしていたが、2009年1月、トム・デ・ムルがベルギーのKRCヘンクにレンタル移籍したため、その後釜としてトップチームに登録された。エルネスト・チェバントンがスペイン国籍を取得したことにより、ペロッティがEU圏外枠での登録となった。リーグ戦初出場は2月15日のRCDエスパニョール戦で、75分にフェデリコ・ファシオとの途中交代で出場した。2月21日のアトレティコ・マドリード戦では初めて先発出場し、2月28日のアスレティック・ビルバオ戦では初めてフル出場した。初出場から9試合連続で出場したが、4月22日のFCバルセロナ戦には出場しなかった。4月26日のレアル・マドリード戦では対面するセルヒオ・ラモスに常に勝負を挑み、彼のクロスからレナトが先制ゴールを決めた。2009年5月24日、デポルティーボ・ラ・コルーニャ戦で終了間際に得点し、2009-10シーズンのUEFAチャンピオンズリーグ出場権を確定させた。
2014年2月6日、ユース時代を過ごしたボカ・ジュニアーズにレンタル移籍した。
2014年7月、ジェノアCFCに移籍が決定。ここでの活躍が認められ、2016年1月にASローマに買取オプション付きのレンタル移籍が決定。
2020年10月5日、フェネルバフチェSKに移籍した。
2021年9月1日、双方合意の下にフェネルバフチェとの契約を解除。
2022年2月2日、USサレルニターナ1919とシーズン終了までの契約を結んだ。

### 代表
2009年11月14日に行われたスペインとの親善試合に向けたアルゼンチン代表に初招集され、同試合の83分にリオネル・メッシとの交代で代表デビューを飾った。

## タイトル

### クラブ
セビージャFC
- コパ・デル・レイ : 2009-10